# Бавлинский район
Бавли́нский район (тат. Баулы районы) — административно-территориальная единица и муниципальное образование (муниципальный район) в составе Республики Татарстан Российской Федерации. Находится на крайнем юго-востоке республики. Административный центр — город Бавлы. На начало 2020 года в районе проживает 34 479 человек.
Первое упоминание о поселениях на этой территории относится к XVII веку. Район был зарегистрирован 10 августа 1930 года как административное образование ТАССР. В 1963-м Бавлинский район присоединили к Бугульминскому, а через два года воссоздали с центром в рабочем посёлке Бавлы.

## География

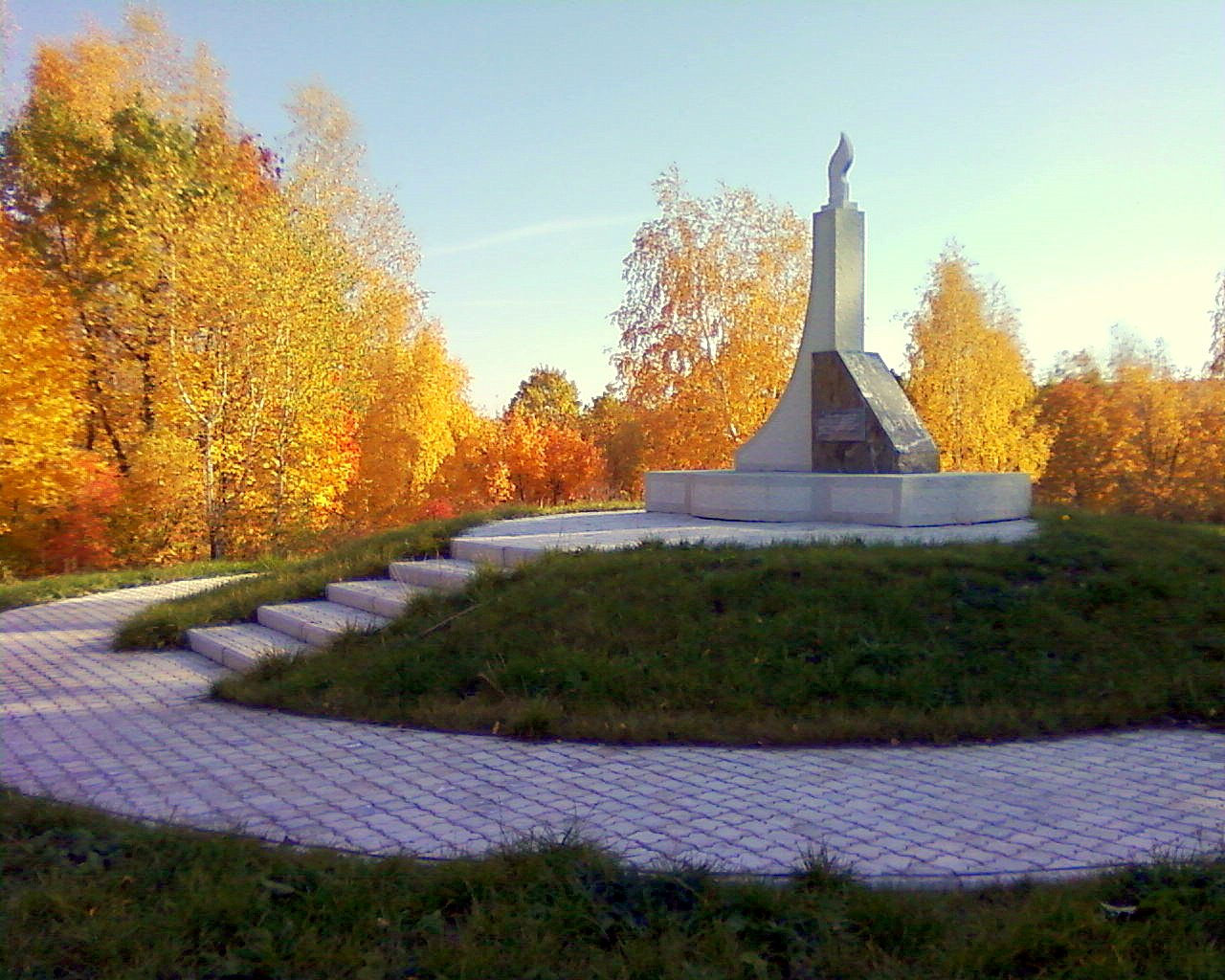
Памятник нефтянникам в Бавлы

Граничит на западе с Бугульминским районом, на севере — с Ютазинским районом, на востоке — с Республикой Башкортостан (Ермекеевский, Туймазинский районы, городской округ город Октябрьский), на западе и юге — с Оренбургской областью (Северный и Абдулинский районы).
Территория района занимает 1222,85 км², 913,28 км² из которых — площадь земель сельскохозяйственного назначения. Распространены чернозёмы и карбонатные почвы.

## Герб и флаг
Герб Бавлинского района был утверждён Решением муниципального совета 13 октября 2006 года. Он выполнен в форме щита, пересечённого узким серебряным поясом на зелёное и красное поле. В центре изображён цветок тюльпана с золотой каймой, внутри которого знак бесконечности, завершённый золотой половиной лилии. Из цветка продолжаются три золотых колоса и три чёрных фонтана. Выше изображены зелёные горы и восходящее солнце.
Каждый элемент герба имеет своё значение: серебряный пояс с фигурным стропилом выполнен в форме кокошника и символизирует славянские народы, тюльпан означает единство Татарстана и России, золотые колосья и чёрные фонтаны — ресурсы района, а восходящее солнце — принадлежность района к юго-восточной части Республики Татарстан.
Флаг Бавлинского района прямоугольной формы из двух равных горизонтальных полос — зелёной и красной, в середине которого находятся фигуры из герба района.

## История

### Становление
Первое поселение на территории нынешнего Бавлинского района появилось в 1626 году. Его жители обитали в землянках, следы которых сохранились на западном берегу реки Латыйп. Считается, что официально разрешение от царя Алексея на заселение этих территорий получили первопроходцы — Ырыс, Карман, Бибулды — в 1658 году. В конце XVIII века в Бавлах находилось 34 хозяйства с населением около 200 человек. Основную часть составляли башкиры, татары, русские, удмурты. Народ занимался земледелием, животноводством, торговлей. К концу XIX века число хозяйств увеличилось до 274, а Бавлинская волость состояла из восьми прилегающих деревень.
Территория района с 1850 по 1920 год входила в Бугульминский уезд Самарской губернии, с 1920 по 1930 годы — в Бугульминский кантон Татарской АССР. Как самостоятельное административное образование ТАССР районы появился 10 августа 1930-го. Указом Президиума Верховного Совета РСФСР от 4 января 1963 года «Об административно-территориальных изменениях в ТАССР» Бавлинский район присоединили к Бугульминскому, но уже 12 января 1965 года Бавлинский район был воссоздан с центром в рабочем посёлке Бавлы.

### Нефтяное развитие

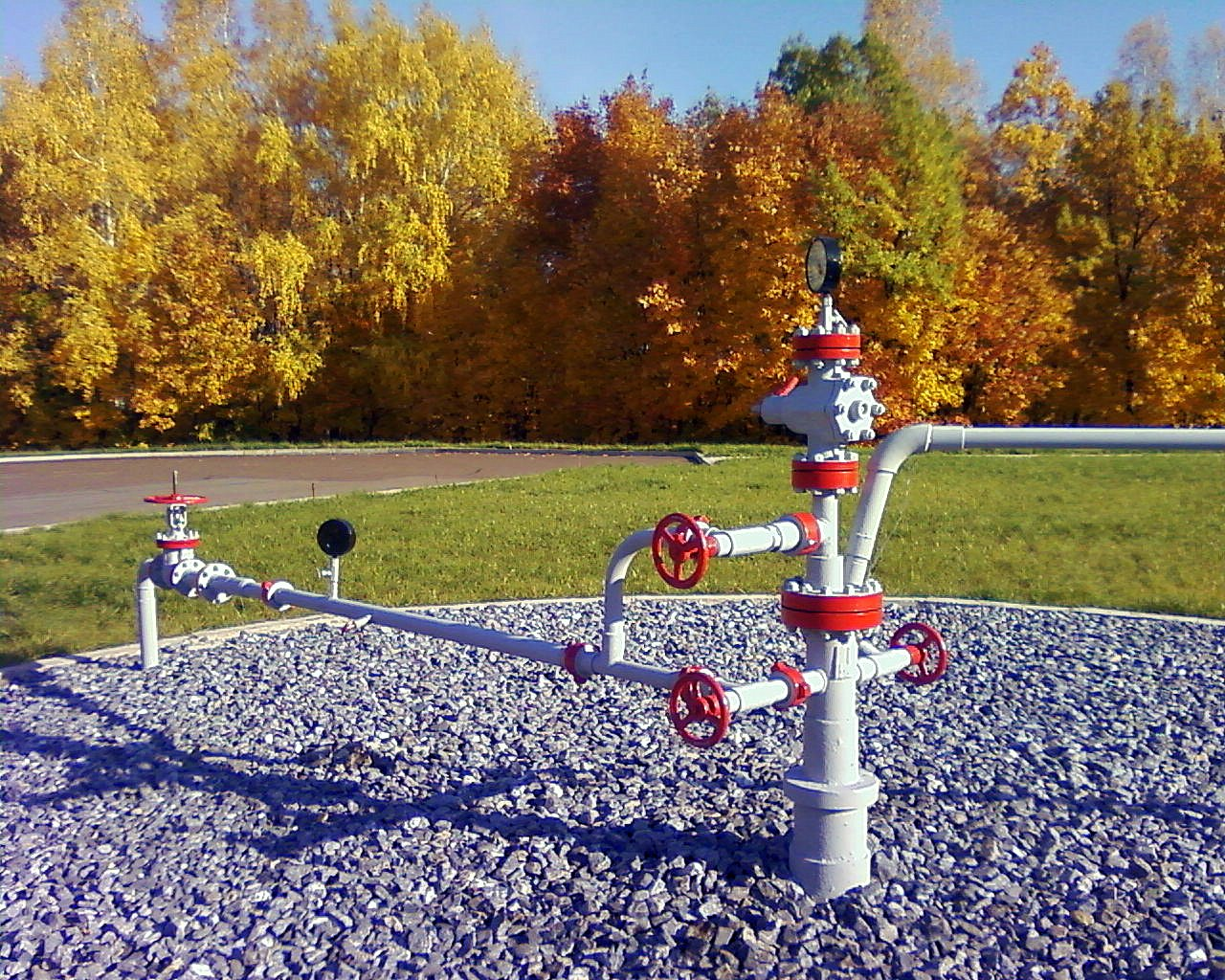
Скважина № 1, 2008 год

Новый этап развития района начался в сентябре 1946 года, когда на горе Гали открыли месторождения девонской нефти. В том же году из скважины № 1 было добыто и сдано государству 1300 тонн нефти. Уже через год нефть стали добывать в промышленных масштабах, организовав Бавлинский нефтепромысел, весной 1948-го ввели в эксплуатацию ещё две скважины. В 1950 году на базе нефтепромысла учредили трест «Бавлынефть».
В 1966 году скважину законсервировали, площадку благоустроили и установили мемориальную доску, добычу нефти восстановили только 5 июня 2007 года.
Развитие нефтяной промышленности способствовало активному росту сельского хозяйства района, развитию инфраструктуры: стали прокладывать дороги, строили новые промышленные предприятия. В Бавлы приезжали работники со всей страны. 18 сентября 1997 года постановлением Государственного совета республики Бавлам присвоили статус города республиканского значения.

## Население

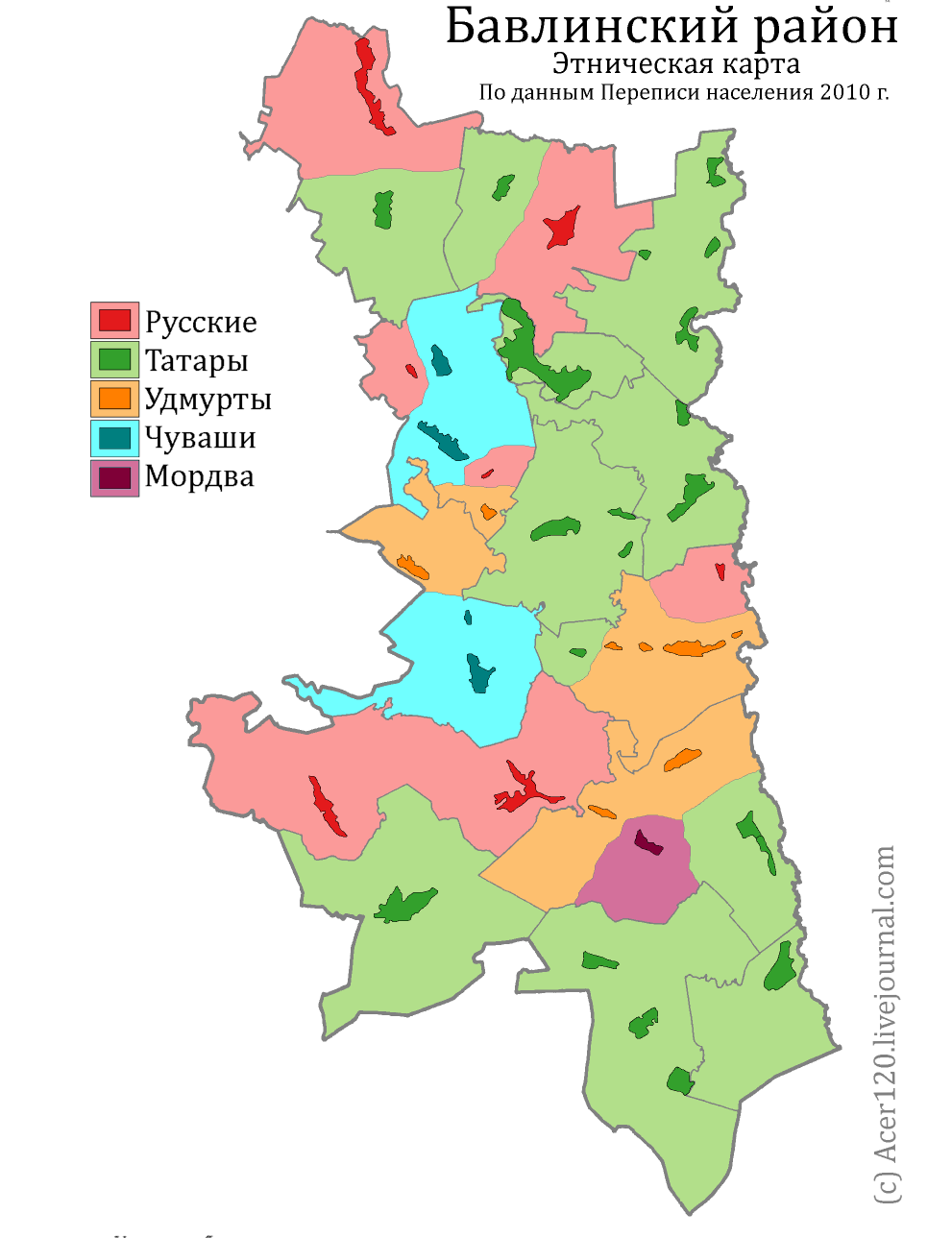
Этническая карта Бавлинского района

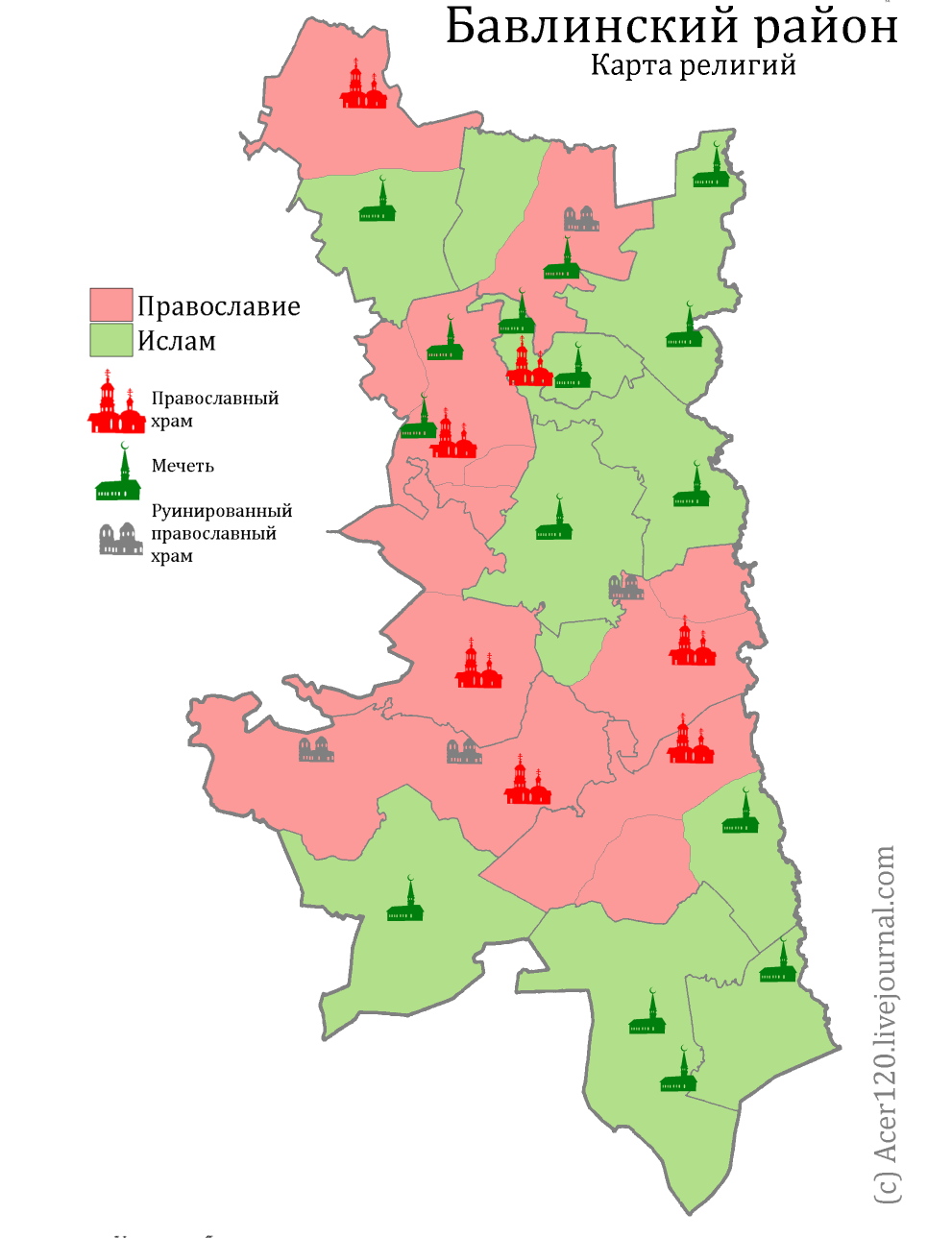
Религиозная карта Бавлинского района

На 2020 год в районе проживает 34 479 человек, 22 157 из которых — городские, 12 322 — сельские жители. В городских условиях (город Бавлы) проживают 64,41 % населения района. Согласно итогам Всероссийской переписи населения 2020 года (из числа указавших национальность), татары составляют 66,6 % населения района, русские — 22,1 %, чуваши — 4,2 %, удмурты — 3,8 %.
| 1939    | 1959    | 1970    | 1979    | 1989    | 2002    | 2003    |
| ------- | ------- | ------- | ------- | ------- | ------- | ------- |
| 32 055  | ↗36 248 | ↗67 311 | ↘59 786 | ↘56 709 | ↘14 566 | ↗14 600 |
| 2004    | 2005    | 2006    | 2007    | 2008    | 2009    | 2010    |
| →14 600 | ↗14 622 | ↘14 544 | ↘14 425 | ↗37 404 | ↘14 306 | ↘14 161 |
| 2011    | 2012    | 2013    | 2014    | 2015    | 2016    | 2017    |
| ↗36 222 | ↘36 178 | ↘35 979 | ↘35 906 | ↘35 626 | ↘35 517 | ↘35 347 |
| 2018    | 2019    | 2021    |         |         |         |         |
| ↘35 170 | ↘34 690 | ↘33 581 |         |         |         |         |

## Муниципально-территориальное устройство
С 2014 года главой муниципального района является Гатиятуллин Рамиль Хакимуллович. Исполнительным комитетом руководит Гузаиров Ильяс Исмагилович. В Бавлинском районе 1 городское, 13 сельских поселений и 40 населённых пунктов в их составе.
| №        | Муниципальное образование                  | Админ. центр              | Количество населённых пунктов | Население | Площадь, км² |
| -------- | ------------------------------------------ | ------------------------- | ----------------------------- | --------- | ------------ |
| 1e-06    | Городское поселение                        |                           |                               |           |              |
| 1        | город Бавлы                                | город Бавлы               | 1                             | ↘21 628   |              |
| 1.000002 | Сельские поселения                         |                           |                               |           |              |
| 2        | Александровское сельское поселение         | село Александровка        | 2                             | ↘1116     |              |
| 3        | Исергаповское сельское поселение           | село Исергапово           | 2                             | ↘998      |              |
| 4        | Кзыл-Ярское сельское поселение             | село Кзыл-Яр              | 4                             | ↘1762     |              |
| 5        | Крым-Сарайское сельское поселение          | село Крым-Сарай           | 2                             | ↘798      |              |
| 6        | Новозареченское сельское поселение         | посёлок Новозареченск     | 5                             | ↘1338     |              |
| 7        | Покровско-Урустамакское сельское поселение | село Покровский Урустамак | 6                             | ↘1000     |              |
| 8        | Поповское сельское поселение               | село Поповка              | 2                             | ↘925      |              |
| 9        | Потапово-Тумбарлинское сельское поселение  | село Потапово-Тумбарла    | 5                             | ↗1231     |              |
| 10       | Салиховское сельское поселение             | село Новые Чути           | 3                             | ↘806      |              |
| 11       | Татарско-Кандызское сельское поселение     | село Татарский Кандыз     | 1                             | ↘801      |              |
| 12       | Тумбарлинское сельское поселение           | село Татарская Тумбарла   | 3                             | ↘765      |              |
| 13       | Удмуртско-Ташлинское сельское поселение    | село Алексеевка           | 3                             | ↘833      |              |
| 14       | Шалтинское сельское поселение              | село Шалты                | 1                             | ↗525      |              |

| №  | Населённый пункт     | Тип     | Население | Муниципальное образование                  |
| -- | -------------------- | ------- | --------- | ------------------------------------------ |
| 1  | Александровка        | село    | ↗1123     | Александровское сельское поселение         |
| 2  | Алексеевка           | село    |           | Удмуртско-Ташлинское сельское поселение    |
| 3  | Бавлы                | город   | ↘21 628   | город Бавлы                                |
| 4  | Бакалы               | деревня |           | Покровско-Урустамакское сельское поселение |
| 5  | Богатый Ключ         | деревня |           | Удмуртско-Ташлинское сельское поселение    |
| 6  | Ваешур               | деревня |           | Покровско-Урустамакское сельское поселение |
| 7  | Васькино Туйралы     | село    |           | Потапово-Тумбарлинское сельское поселение  |
| 8  | Верхняя Фоминовка    | село    |           | Поповское сельское поселение               |
| 9  | Воткин               | посёлок |           | Потапово-Тумбарлинское сельское поселение  |
| 10 | Галкино              | деревня |           | Потапово-Тумбарлинское сельское поселение  |
| 11 | Дмитриевка           | село    |           | Новозареченское сельское поселение         |
| 12 | Дубовка              | деревня |           | Потапово-Тумбарлинское сельское поселение  |
| 13 | Измайлово            | деревня |           | Новозареченское сельское поселение         |
| 14 | Исергапово           | село    |           | Исергаповское сельское поселение           |
| 15 | Кзыл-Яр              | село    |           | Кзыл-Ярское сельское поселение             |
| 16 | Кит-Озеро            | деревня |           | Покровско-Урустамакское сельское поселение |
| 17 | Крым-Сарай           | село    |           | Крым-Сарайское сельское поселение          |
| 18 | Миннигулово          | деревня |           | Тумбарлинское сельское поселение           |
| 19 | Муртаза              | деревня |           | Крым-Сарайское сельское поселение          |
| 20 | Николашкино          | село    |           | Новозареченское сельское поселение         |
| 21 | Новозареченск        | посёлок |           | Новозареченское сельское поселение         |
| 22 | Новые Бавлы          | деревня |           | Исергаповское сельское поселение           |
| 23 | Новые Чути           | село    | ↘423      | Салиховское сельское поселение             |
| 24 | Покровский           | посёлок |           | Покровско-Урустамакское сельское поселение |
| 25 | Покровский Урустамак | село    | ↗759      | Покровско-Урустамакское сельское поселение |
| 26 | Поповка              | село    |           | Поповское сельское поселение               |
| 27 | Потапово-Тумбарла    | село    |           | Потапово-Тумбарлинское сельское поселение  |
| 28 | Салихово             | село    |           | Салиховское сельское поселение             |
| 29 | Старые Чути          | деревня |           | Кзыл-Ярское сельское поселение             |
| 30 | Таллы-Куль           | посёлок |           | Новозареченское сельское поселение         |
| 31 | Татарская Тумбарла   | село    |           | Тумбарлинское сельское поселение           |
| 32 | Татарский Кандыз     | село    | ↘816      | Татарско-Кандызское сельское поселение     |
| 33 | Ташлы                | деревня |           | Александровское сельское поселение         |
| 34 | Уба                  | деревня |           | Кзыл-Ярское сельское поселение             |
| 35 | Удмуртские Ташлы     | село    |           | Удмуртско-Ташлинское сельское поселение    |
| 36 | Хансверкино          | село    |           | Салиховское сельское поселение             |
| 37 | Шалты                | село    | ↘524      | Шалтинское сельское поселение              |
| 38 | Шамаево              | деревня |           | Тумбарлинское сельское поселение           |
| 39 | Шарай                | деревня |           | Покровско-Урустамакское сельское поселение |
| 40 | Якты-Елга            | деревня |           | Кзыл-Ярское сельское поселение             |

Упразднённые населённые пункты
- Бывшее село Репьёвка — ныне урочище Репьёвка, в 1970-х годах село исчезло[40].

## Экономика

### Современное состояние

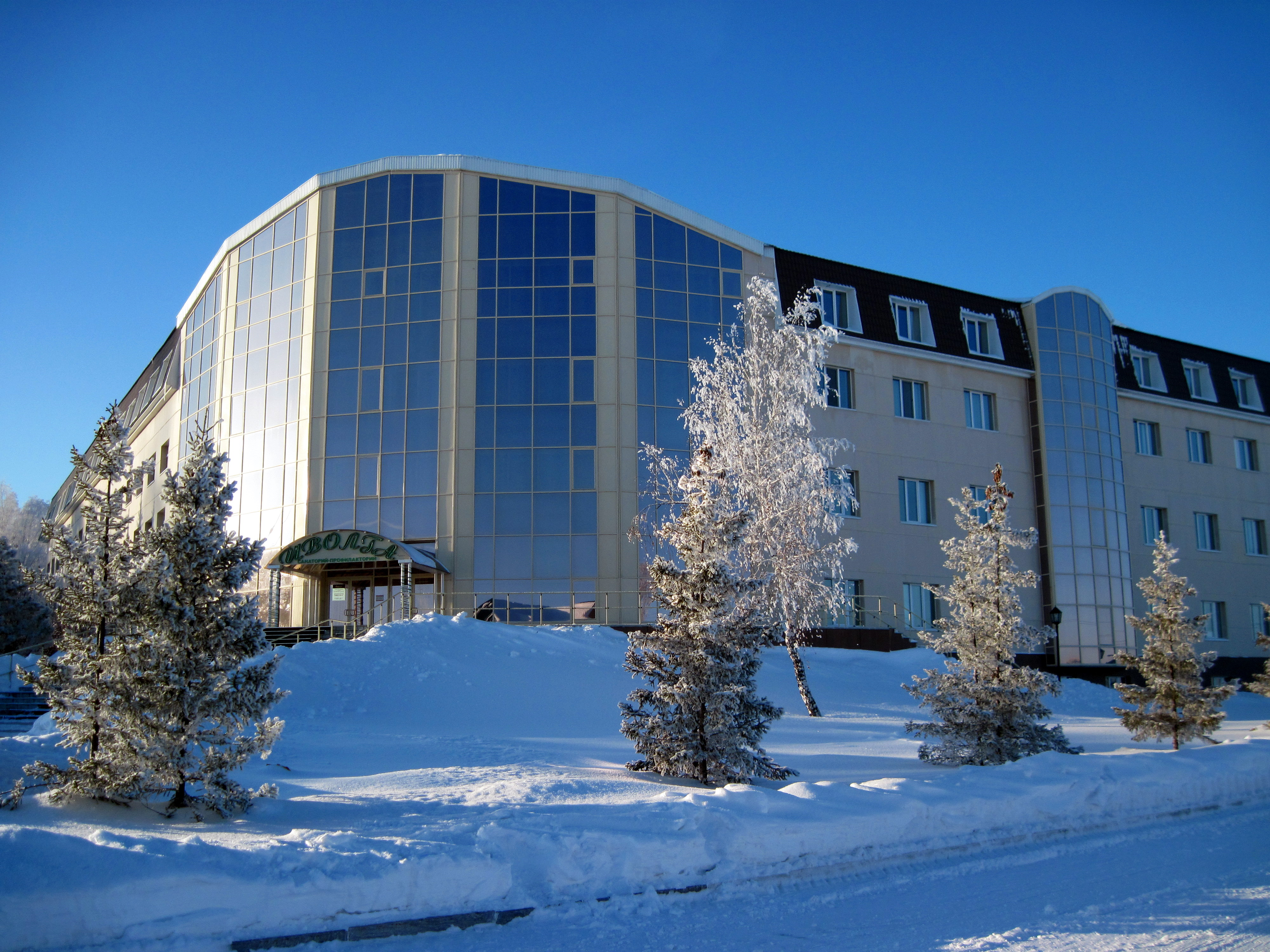
Санаторий Иволга

На 2020 год Бавлинский район занимает 15-е место из 44-х в рейтинге районов республики по качеству жизни (составляя этот рейтинг, оценивали доходы местного бюджета, среднемесячную зарплату, инфраструктуру, объём инвестиций в основной капитал и другие показатели).
На территории района зарегистрировано 174 предприятия малого бизнеса и 603 предпринимателя. На 1 января этого же года уровень регистрируемой безработицы был 0,6 %. Объём валового территориального продукта в 2019 году составил 43,5 млрд рублей (41,9 и 31,9 в 2018 и 2017-м соответственно).

### Промышленность
Бавлинский район является одним из старейших нефтедобывающих районов республики Татарстан — её добыча ведётся по всей территории района. Основные предприятия — «Бавлынефть», «Алойл», а также филиалы предприятий «Татнефть», «Татнефть АЗС Центр», «Татнефть-Кабель». Нефтегазодобывающее управление «Бавлынефть», образованное после открытия в 1946 году Бавлинского месторождения нефти, стало одним из первых нефтегазодобывающих управлений в республике. В процессе геологоразведочных работ площадь месторождения увеличивалась, на сегодняшний день оно относится к категории крупных (100—1000 млн тонн нефти).
Помимо нефтепромысла, в районе развиты другие отрасли промышленности, среди которых лесхоз, «Бавлинский хлебозавод» и «Бавлинский мукомольный комбинат», «Биктерра» (цех по изготовлению керамзитных блоков, деревообработки и спецодежды), крестьянское-фермерское хозяйство Садыкова, производящее молоко и молочную продукцию и производитель бетона «МК Омега».

### Сельское хозяйство
Сельскохозяйственные угодья занимают 71 тысячу га, включая 52,2 тысячи га пахотных земель. Основная сельскохозяйственная специализация района — зерновое растениеводство, молочно-мясное животноводство. К дополнительным отраслям относится производство кормов для животных, свиноводство, овцеводство, коневодство, пчеловодство. Среднегодовой объём производства зерна — 89 тысяч тонн. Агропромышленный комплекс района представлен 18 сельскими хозяйствами и 54 фермами. Основные возделываемые зерновые культуры: пшеница, ячмень, овёс, горох, гречиха, просо. Животноводство: крупный рогатый скот, овцы, лошади, имеется гусиная ферма. Наиболее крупные предприятия района: «Бавлинский хлебозавод», «Агрохимсервис», «Бавлинская ПМК „Мелиорация“», а также ряд других.

### Инвестиционный потенциал
В 2019 году объём инвестиций района в основной капитал за счёт всех источников финансирования составил 4 млрд рублей. В районе реализуются следующие инвестиционные проекты: программы «Начинающий фермер» и «Семейная ферма», создание овощеводческого комплекса по выращиванию, хранению и продаже овощей, пророщенных в открытом грунте, также деньги направляются на развитие экотуризма.
В Бавлинском районе для поддержки малого и среднего бизнеса созданы две промышленные площадки: «Агропарк» (площадь территории — 40 000 м²) и промышленная площадка «Александровский спиртзавод» (общая площадь территории — 76 989 м²), где развёрнуто производство этилацетата, который широко применяется в химпромышленности, например, используется как растворитель или компонент фруктовых эссенций.

### Транспорт
Бавлы располагается на пересечении транспортных артерий Москва — Челябинск, Самара — Уфа, Р-239 Казань — Оренбург. По территории Бавлинского муниципального района проходит автомобильная дорога М-5 «Урал» протяжённостью 25,5 км. На западе и юге района проходит трасса проектируемой автомагистрали Западная Европа — Западный Китай.
Через крайний северо-восток района проложена железнодорожная ветка Уруссу — Октябрьский Куйбышевской железной дороги. На северо-востоке района находится недействующий аэропорт «Октябрьский».

## Достопримечательности
На территории Бавлинского района находятся четыре особо охраняемые природные территории:
- Салиховская гора представляет собой гряду холмов протяжённостью 3 км вдоль левого берега притока реки Кандыз. Территория площадью 30 га получила статус памятника природы регионального значения в апреле 1989 года[49]. Там обнаружено свыше 225 видов сосудистых растений, из которых 72 вида включено в Красную книгу Республики Татарстан: катран татарский, копеечник крупноцветковый, эфедра двухколосковая, астра альпийская и другие. Более того, редкий охраняемый вид — вайда ребристая — на территории Татарстана встречается исключительно в этом месте[50].
- Река Ик, приток Камы, утверждён в статусе памятника природы постановлением СМ ТАССР от 10 января 1978 года № 25. Длина реки — 436 км, глубина — 0,5-3,0 м. Имеет хозяйственное и культурно-бытовое значение[51].
- Ещё одна река в статусе памятника природы — приток Ики, река Дымка. Несмотря на маловодность, её длина составляет 85,7 км. Охраняется с января 1978 года[51].
- Бугульминский государственный охотничий заказник имеет общую площадь 45,9 тыс. га, в том числе лесных угодий 13,6 тыс. га, полевых 32,1 тыс. га и водно-болотных 200 га, расположен на территории Бавлинского и Бугульминского районов. Основное природоохранное значение заповедника — восстановление и сохранения популяции косули и сурка-байбака в Закамской эколого-географической зоне Республики Татарстан[52].

### Исторические архитектурные объекты
- Однопрестольная пятиглавая церковь Владимирской иконы Божией Матери (Владимирско-Богородицкая церковь) (построена между 1854 и 1860 гг.,  по проекту архитектора К. А. Тона, в византийском стиле), на территории бывшего села Репьёвка (в 2 км от деревни Шамаево)[40].

## Социальная сфера
В сфере образования Бавлинского муниципального района числится 40 организаций: 20 общеобразовательных школ, 18 детских садов, Бавлинский аграрный колледж и межшкольный учебный комбинат.
В 2018 году район выиграл грант в размере 75 млн рублей во Всероссийском конкурсе лучших проектов создания комфортной городской среды с проектом парка культуры и отдыха «Нефтьче» в городе Бавлы. Всего на реализацию проекта ушло 153 млн рублей. В 2020-м был выигран грант «Развитие общественных пространств» на благоустройство парка Победы и Трудовой славы.
В районе работают 180 спортивных сооружений, среди которых стадион и ледовый дворец «Девон». В начале 2020 года в Бавлах открыли новую лыжную базу, которая стала частью парка «Нефтьче».
Социальная сфера также представлена общественными бюджетными организациями. На 2020 год в Бавлинском районе функционируют 26 домов культуры, 27 клубных учреждения, 27 библиотек, работает два музея — Краеведческий музей Бавлинского муниципального района и Дом-музей Фаниса Яруллина в селе Кзыл-Яр. На территории муниципального образования зарегистрировано 24 религиозные организации: 15 мусульманских, 5 православных и 4 других религиозных движений.
| - Центральная мечеть «Гали» - Троицкая церковь в Ивановке - Мемориальный комплекс Бавлы - Стадион «Нефтьче» |